# Prosopis caldenia
Prosopis caldenia är en ärtväxtart som beskrevs av Arturo Erhardo Erardo Burkart. Prosopis caldenia ingår i släktet Prosopis och familjen ärtväxter. IUCN kategoriserar arten globalt som otillräckligt studerad. Inga underarter finns listade i Catalogue of Life.